# Catherine Leterrier
Catherine Leterrier (Aix-les-Bains, 26 de outubro de 1942) é uma figurinista francesa. Como reconhecimento, foi nomeado ao Oscar 2010 na categoria de Melhor Figurino por Coco avant Chanel.